# Eliurus danieli
Eliurus danieli is een knaagdier uit het geslacht Eliurus die voorkomt in de Madagassische provincie Fianarantsoa. Er zijn slechts vier exemplaren bekend, die allemaal in het nationale park Isola zijn gevangen. Deze soort is het nauwst verwant aan E. majori en in het bijzonder E. penicillatus; dit zijn de andere leden van de E. majori-groep binnen Eliurus. De soort is genoemd naar professor Daniel Rakotondravony, een belangrijke Madagassische zoöloog.
De bovenkant van het lichaam is grijs, de onderkant vuilwit. De staart is grotendeels dun en wit, met zwarte haren op het middelste gedeelte en een brede witte "borstel" van lange haren bij de punt. De kop-romplengte bedraagt 150 tot 152 mm, de staartlengte 179 tot 195 mm, de achtervoetlengte 30 tot 32 mm, de oorlengte 26 tot 28 mm en het gewicht 91 tot 100 g.